# Sporgasse

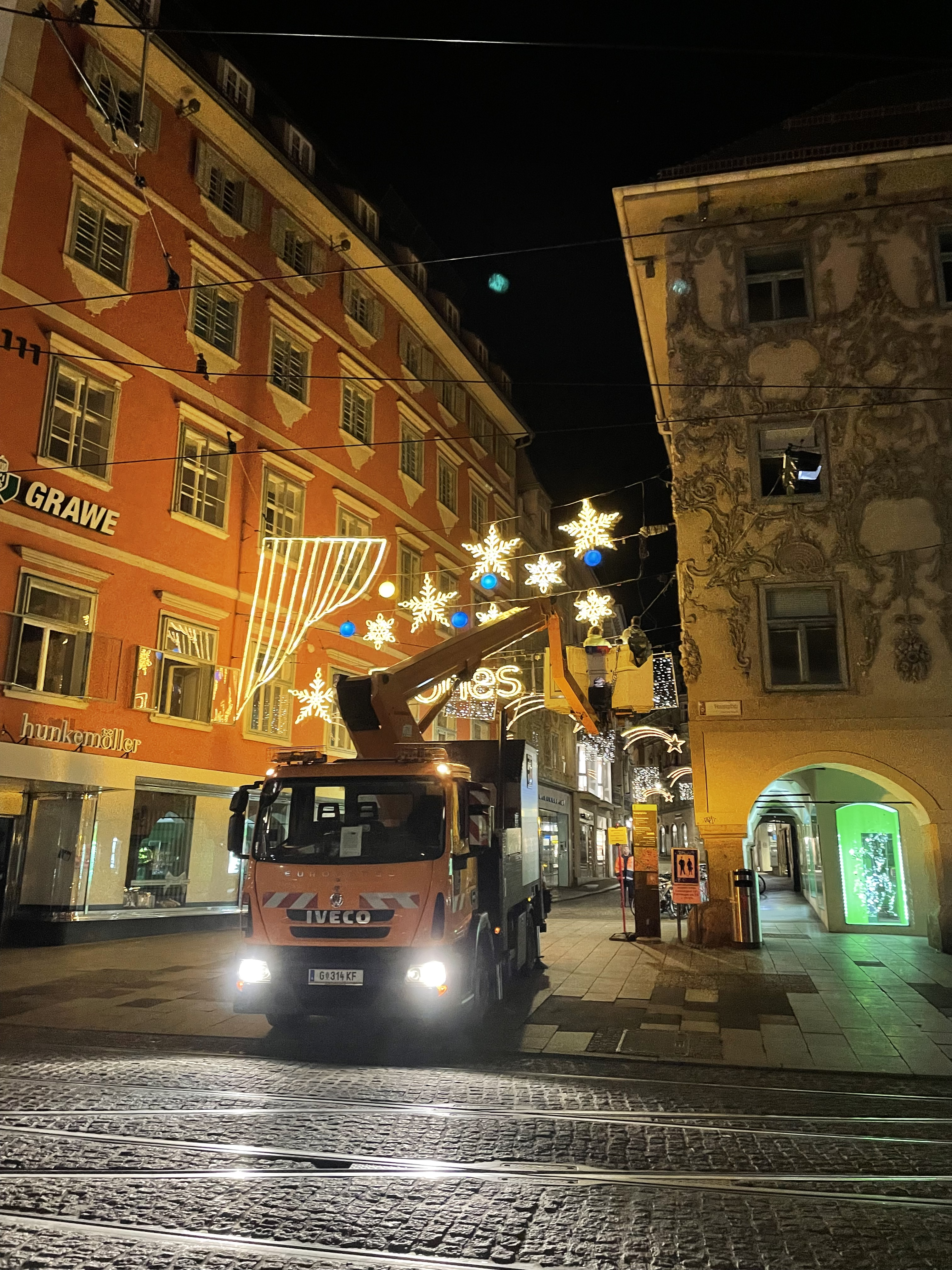
Aufhängen der Weihnachtsbeleuchtung in der Sporgasse

Die Sporgasse ist eine Straße im Bezirk Innere Stadt am Hang des Schloßberges in Graz.

## Geschichte
Die Straße ist älter als Graz selbst. Schon in römischer Zeit verlief hier die Strata hungarica, eine Handelsstraße zwischen dem Murtal und der römischen Provinzhauptstadt Pannoniens, der Colonia Claudia Savaria (heute Szombathely in Ungarn). Der Name stammt von den hier im Mittelalter ansässigen Sporenmachern und Waffenschmieden. Der 1346 erstmals erwähnte Gassenname Sporergasse wurde um 1600 zur heutigen Sporgasse verkürzt.
Heute ist die Sporgasse weitgehend Fußgängerzone und eine belebte Einkaufsstraße. In kaum einem anderen Straßenzug lässt sich die Architekturgeschichte von Graz so gut ablesen wie in der Sporgasse. An der Ecke zum Hauptplatz steht das barocke Luegg-Haus mit seinem mächtigen Fassadenstuck und dem Arkadengang. Direkt gegenüber befindet sich ein Jugendstilhaus mit teilweise vergoldeten Blumenornamenten und Medaillons mit Frauenköpfen. Etwas weiter steht ein Barockbau, dessen großes Portal ein Reitbild des hl. Johannes von Nepomuk zeigt.
Das Haus der ehemaligen Konditorei Strehly stammt aus dem 16. Jahrhundert. Die Konditorei geht auf das Jahr 1596 zurück und ist damit die älteste in Graz und der Steiermark und eine der drei ältesten in Österreich. Etwas höher liegt das alte Deutschritterordenshaus, dessen Innenhof noch heute, wie früher üblich, mit „Murnockerln“ (Steinen aus der Mur), gepflastert ist. Gegenüber verbirgt sich hinter der unscheinbaren Fassade ein ehemaliges Augustinerkloster, das heute als „Stiegenkirche“ bekannt ist. Am oberen Ende der Sporgasse befindet sich eines der ältesten Gasthäuser von Graz, die „Goldene Pastete“, architektonisch bedeutend ist der für Graz einzigartige Runderker aus der Renaissancezeit. Gegenüber befindet sich das Palais Saurau mit dem sagenumwobenen „stürzenden Türken“.

## Liste bedeutender Bauten
Die Liste enthält die Hausnummer des Gebäudes, den Eigennamen, Anmerkungen zur Geschichte und Architektur sowie ein Bild zur Veranschaulichung.
| Hausnummer | Eigenname                       | Anmerkungen | Bild |
| ---------- | ------------------------------- | --- | ---- |
| 2          | Luegg-Haus                      | Das Luegg-Haus an der Ecke Hauptplatz/Sporgasse stammt im Kern aus dem 15. und 16. Jahrhundert und ist barockisiert. Besonders sehenswert sind die reichen Stuckornamente nach dem Vorbild Domenico Boschos an der Fassade und der rundbogige Arkadengang um das Gebäude. |      |
| 3          | Jugendstil-Haus                 | Der Kern des Hauses stammt aus dem 16. Jahrhundert. Die florale Jugendstilfassade wurde um 1900 von Josef Bullmann und August Ortwein gestaltet. Die Masken sind von Georg Winkler. |      |
| 13         | Gasthaus „Zum römischen Kaiser“ | Das ehemalige Gasthaus „Zum römischen Kaiser“ besticht vor allem durch seine Rokokofassade und das korbbogige Steinportal mit einem Marmorrelief, das den Tod des hl. Johannes Nepomuk darstellt. Das Haus wurde im 16. Jahrhundert erbaut und in den Jahren 1750 bis 1755 vom Baumeister Joseph Hueber umgebaut. Durch eine Toreinfahrt gelangt man in einen Renaissancehof, der 1943 teilweise zerstört wurde. |      |
| 21, 23     | Stiegenkirche                   | Die von außen unscheinbare Stiegenkirche ist die älteste Pfarrkirche von Graz. Sie wurde 1343 erstmals urkundlich erwähnt. Über einen Stiegenaufgang gelangt man in das Innere der Kirche, deren schlichter Turm nur von wenigen Punkten der Stadt aus zu sehen ist. Ursprünglich stand an dieser Stelle die Paulskirche, die zur Paulsburg, dem ältesten Teil der Stadt Graz, gehörte. In der Sporgasse 21 wurde Ferdinand Friebe geboren. |      |
| 22         | Deutschritterordenshaus         | Das Haus an der Ecke Spor- und Hofgasse gehörte einst dem Deutschen Ritterorden, der im Bereich der Leechkirche eine weitere Niederlassung in Graz besaß. Es wurde im 15. und 16. Jahrhundert erbaut und besitzt einen sehenswerten Innenhof mit Stiegenaufgang und mehrgeschossigen Arkaden. |      |
| 25         | Palais Saurau                   | Das Palais Saurau ist ein ehemaliges großes Stadtpalais am oberen Ende der Sporgasse in der Nähe des Karmeliterplatzes. Es wurde zwischen 1564 und 1566 erbaut und besitzt neben dem mächtigen Rundbogenportal einen Garten mit Pavillon, der von Mauerresten der ehemaligen Grazer Stadtmauer begrenzt wird. An der Außenseite ist eine Kopie der Halbfigur eines Türken mit gezogenem Schwert erkennbar. Entgegen der Annahme, es handle sich um eine Erinnerung an die Türkenbelagerung von Graz, ist es das Hauszeichen der Familie Saurau. Das Original befindet sich im Stadtmuseum Graz. |      |
| 28         | Gasthaus „Zur goldenen Pastete“ | Der markante Runderker auf Kragsteinen des ehemaligen Gasthauses „Zur goldenen Pastete“ ist der einzige seiner Art in Graz. Der Bau wurde 1575 errichtet und 1885 umgestaltet. Dabei wurde eine Treppenanlage hinzugefügt. Der Schopfwalmgiebel wurde 1961 restauriert. Das rundbogige Steintor stammt aus dem 17. Jahrhundert. Seinen Namen verdankt das Gasthaus einer Backstube, in der Pasteten hergestellt wurden. 1969 speiste Königin Elisabeth II. in dem heute geschlossenen Gasthaus. Im Juni 2011 wurde es als steirisches Bier- und Weinlokal wiedereröffnet.                       |      |